# 미켈 솔레르
미켈 솔레르 사라솔스(스페인어: Miquel Soler Sarasolsm 1965년 3월 16일, 카탈루냐 주 지로나 ~)는 스페인의 전직 축구 선수이자 감독이다.
현역 시절 주로 좌측 수비수로 활약했던 그는 미드필더로도 활약할 수 있었으며, 20년 가까이 라 리가에서 활약한 그는(공식 경기 700경기 출전) 당대 바르셀로나와 마드리드의 주요 구단들을 둘씩 모두 거친 유일한 선수이기도 하다.
솔레르는 스페인 국가대표팀 일원으로 유로 1988에 참여하기도 했다.

## 클럽 경력
솔레르는 카탈루냐 주 지로나 출신으로, 에스파뇰의 유소년부를 졸업하고 1983-84 시즌에 라 리가 신고식을 치렀고, 로스피탈레트로 1년 임대되어 경험을 쌓은 후 에스파뇰의 주축 선수로 도약했다. 성인 무대 4년차에 구단은 두 단계의 리그를 42경기 중 41경기 출전으로 마쳐 2골을 득점하였으며, 이듬해에는 UEFA컵 결승전에 진출하여 3-0으로 이긴 안방 경기에서 득점을 올렸지만, 앵무새 군단은 레버쿠젠과 승부차기까지 간 끝에 패했다.
이후, 솔레르는 바르셀로나로 이적하여 1년차에 컵위너스컵을 우승할 수 있도록 도왔고, 리그에서는 23번의 경기에 출전했다. 아틀레티코 마드리드에서 1년을 보내며 코파 델 레이를 우승한 후, 그는 바르셀로나에 복귀했지만, 큰 인상을 심어주지는 못했다.
세비야에서 훌륭한 2년을 보낸 레알 마드리드에 입단했지만, 마드리드 처음이자 마지막 시즌인 1995-96 시즌에 그리 많은 출전 기회를 잡지 못했다. 사라고사에서 2년을 보내고 33세가 된 솔레르는 마요르카로 이적하여 1부 리그에 152번 더 출전했으며 코파 델 레이를 또 우승하고 2002-03 시즌 종료와 함께 은퇴했다. 그는 총 504번의 경기에 출전해 12골을 넣었다.
은퇴 후, 솔레르는 마요르카 2군 지휘봉을 잡아 감독일을 시작해 3년을 캍았는데, 이 중 2년을 세군다 디비시온 B 시절에 맡았다. 2014년 여름, 그는 세군다 디비시온의 1군 감독으로 등극했으나, 직위 변경 1달 만에 감독직에서 해임되었으나, 2015년 2월에 그의 후임 발레리 카르핀도 경질되면서 마요르카 감독으로 재취임했다.

## 국가대표팀 경력
솔레르는 스페인 국가대표팀 경기에 9번 출전했으며, 유로 1988에서 자국을 대표로 출전했는데, 승리한 덴마크전(후반전 교체 출전)과 패한 이탈리아전에 출전했다. 그의 첫 국가대표팀 경기는 1987년 4월 29일, 1-3으로 패한 루마니아와의 부쿠레슈티 원정 유로 1988 예선전 경기였다.

## 감독 통계
2015년 6월 20일 기준
| 구단       | 국적      | 취임            | 해임            | 기록 | 기록 | 기록 | 기록 | 기록 | 기록 | 기록 | 기록  |
| 구단       | 국적      | 취임            | 해임            | 전   | 승   | 무   | 패   | 득   | 실   | 차   | 율 %  |
| ---------- | --------- | --------------- | --------------- | ---- | ---- | ---- | ---- | ---- | ---- | ---- | ----- |
| 마요르카 B | 스페인    | 2011년 6월 22일 | 2014년 7월 11일 | 118  | 51   | 29   | 38   | 177  | 128  | +49  | 43.22 |
| 마요르카   | 스페인    | 2014년 7월 11일 | 2014년 8월 12일 | 0    | 0    | 0    | 0    | 0    | 0    | 0    | —     |
| 마요르카   | 스페인    | 2015년 2월 10일 | 2015년 6월 20일 | 18   | 6    | 3    | 9    | 21   | 27   | −6   | 33.33 |
| 경력 합계  | 경력 합계 | 경력 합계       | 경력 합계       | 136  | 57   | 32   | 47   | 198  | 155  | +43  | 41.91 |

## 수상
바르셀로나
- 라 리가: 1990–91, 1992–93
- 코파 델 레이: 1989–90
- 컵 위너스 컵: 1988–89

아틀레티코 마드리드
- 코파 델 레이: 1991–92

마요르카
- 코파 델 레이: 2002–03
- 수페르코파 데 에스파냐: 1998
- 컵 위너스 컵 준우승: 1998–99[11]

## 같이 보기
- 라리가 선수 목록 (400경기 이상 출장)